# Asia (planetka)

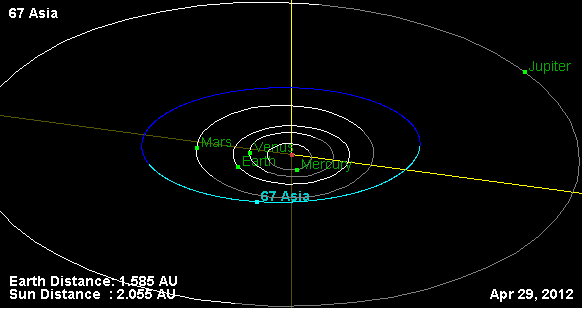
Znázornění planetky na její oběžné dráze

(67) Asia je planetka nacházející se v hlavním pásu asteroidů. Její průměr činí asi 58 km. Byla objevena 17. dubna 1861 britským astronomem N. R. Pogsonem.